# Черна яребица
Черната яребица (Melanoperdix niger) е вид птица от семейство Фазанови (Phasianidae), единствен представител на род Melanoperdix. Видът е световно застрашен, със статут Уязвим.

## Разпространение и местообитание
Разпространен е в Бруней, Индонезия и Малайзия.